# Lophospiza trivirgata
El azor moñudo (Lophospiza trivirgata) es una especie de ave falconiforme de la familia Accipitridae propia de la región indomalaya.

## Descripción

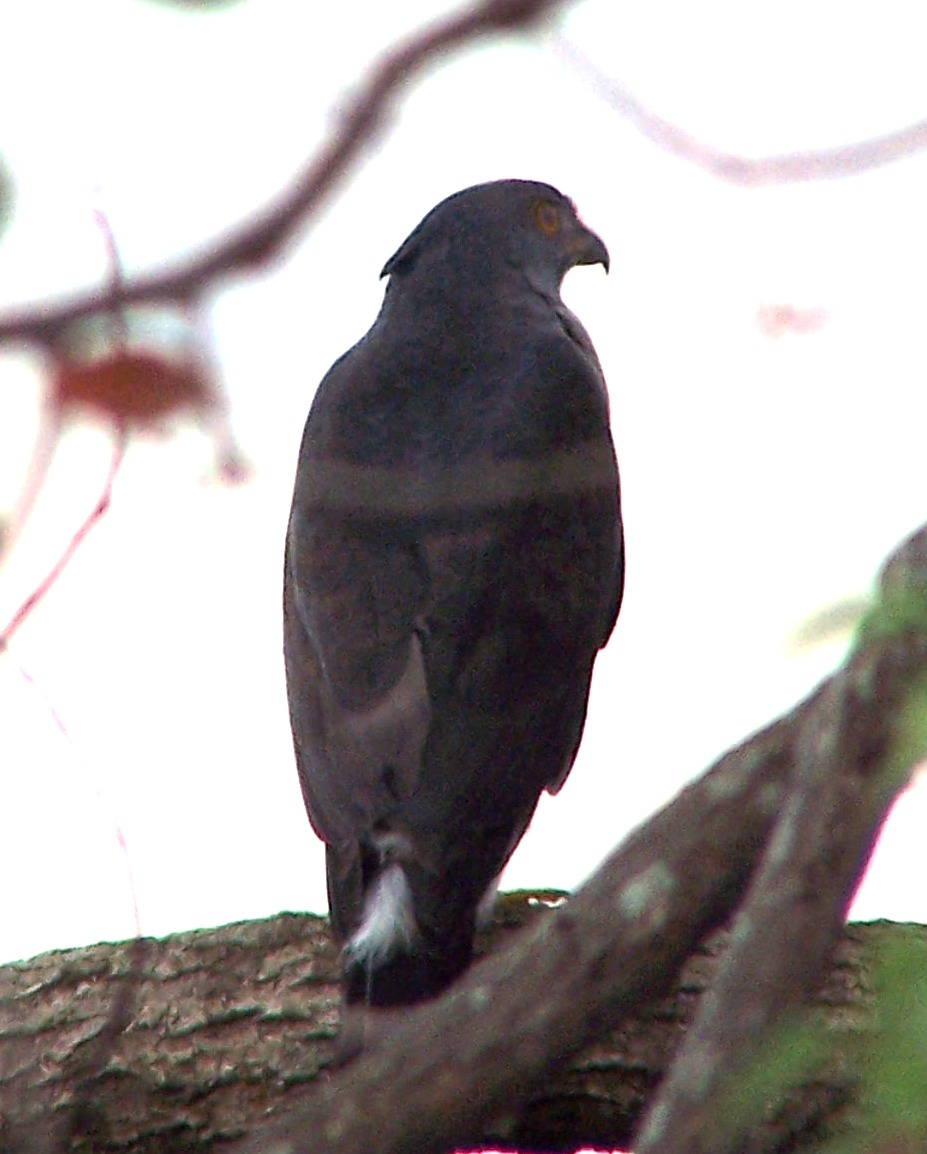
Los adultos tienen su dorso de un color gris-marrón oscuro. Nótese la cresta.

Esta ave rapaz posee alas cortas anchas y una cola larga, ambas adaptaciones que le permiten maniobrar entre los árboles. Mide de 30 a 46 cm de largo, siendo la hembra mucho más grande que el macho. Su mayor tamaño y su corta cresta, claramente visibles de perfil, permiten distinguirlo de su pariente el gavilán Besra (A. virgatus).
El macho posee una corona marrón oscuro, mejillas grises, y franjas negras en la garganta. Las partes ventrales son pálidas con un patrón de franjas rufas en el pecho y bandas en su vientre. La cabeza de la hembra es marrón y su vientre posee barras marrones. Los juveniles tienen franjas pálidas en las plumas de la cabeza, y el color de fondo de su vientre es color amarillo claro en vez de blanco.
El vuelo es un característico "batido de alas lento, batido de alas lento, planeo recto", similar al de otras especies de Accipiter tales como el Northern Goshawk (A. gentilis).

## Rango y ecología
El azor moñudo se reproduce en el sur de Asia, des la India y Sri Lanka hasta el sur de China, Indonesia y las Filipinas. Básicamente es un ave de zonas bajas, y un residente de todo el año. Aun en las zonas más elevadas de su hábitat es un residente de invierno, por ejemplo en las estribaciones del Himalaya de Bután o en el bosque de Sal (Shorea robusta) en el distrito de Dehradun en la India. Sin embargo en las tierras en la zona norte de su rango, es muy raro. Esencialmente se limita a zonas tropicales y subtropicales cálidas.
Al igual que sus familiares, esta esquiva ave de los bosques caza aves, mamíferos y reptiles en bosques, para ello utiliza el factor sorpresa al caer desde su percha para atrapar a su presa que no espera un ataque. Construye un nido de palos en un árbol y pone dos o tres huevos.
El  piojo ischnócero Degeeriella storeri es un parásito de esta ave; no se conoce que parasite a otra especie. Por otra parte, Kurodaia fulvofasciata, un piojo amblicero que parasita al azor moñudo, es muy común en las aves de presa del Holártico.
En Hong Kong, L. trivirgata es una especie protegida bajo la Ordenanza de Protección de Animales Salvajes Cap 170. Selo encuentra en el Parque Kam Shan.